# Bacillus weihenstephanensis
Bacillus weihenstephanensis ist eine psychrotolerante Spezies innerhalb der Bacillus cereus-Gruppe. Sie unterscheidet sich von anderen psychrotoleranten Mitgliedern der Bacillus cereus-Gruppe in Hinblick auf die DNA-Sequenz des cold-shock protein cspA. Der Name stammt von dem Ortsteil Weihenstephan, in dem die erste Isolierung des Bakteriums gelang. Charakteristika von B. weihenstephanensis finden sich in zahlreichen Bacillus cereus und Bacillus mycoides Stämmen. Spätere genomische Studien stuften B. weihenstephanensis als heterotypisches Synonym von Bacillus mycoides ein.

## Eigenschaften
Die Art Bacillus weihenstephanensis kann von der nah verwandten Art Bacillus cereus durch die Wachstumstemperaturen unterschieden werden.  Das Wachstum von Bacillus weihenstephanensis findet bei 4 °C, aber nicht mehr bei 43 °C statt. Bacillus cereus zeigt Wachstum erst ab 10 °C, wächst aber auch noch bei 43 °C. Die Art Bacillus weihenstephanensis kann somit als psychrotolerant ("kälteakzeptierend") bezeichnet werden, während Bacillus cereus mesophil ("gemäßigte Temperaturen liebend") ist.
Die ursprünglichen Isolate wurden aus pasteurisierter Milch aus Süddeutschland, die einem Lagertest bei Kühlschranktemperaturen unterzogen wurde, gewonnen. Das Vorkommen hängt stark von der Jahresmitteltemperatur ab. So kommen psychrophile B. weihenstephanensis in alpinen und gemäßigten Zonen vor, nicht jedoch in den Tropen.
Aufgrund des Vermögens, Lebensmittelvergiftungen auszulösen, wird es in die Biologische Risikogruppe 2 eingestuft. So wurden emetische Bacillus weihenstephanensis charakterisiert, die Cereulid bei 8 °C herstellen. Dies stellt jedoch eine Ausnahme dar. In der Regel produzieren Stämme von Bacillus weihenstephanensis die typischen Bacillus cereus Enterotoxine Nhe, Hbl oder CytK.